# Sbarco alla baia dell'ANZAC
Lo sbarco alla baia dell'ANZAC (nella storiografia in inglese Landing at the ANZAC cove) fu parte dell'invasione anfibia della penisola turca di Gallipoli da parte dell'Impero britannico e della Francia, iniziata il 25 aprile 1915. Lo sbarco venne effettuato da soldati australiani e neozelandesi, e fu il primo combattimento in guerra per le loro nazioni (Anzac Cove in lingua inglese significa Baia dell'ANZAC, il Corpo di Spedizione Australiano e Neozelandese).

## Il contesto
Lo scopo dell'invasione era di neutralizzare il forte turco che controllava il passaggio dello Stretto dei Dardanelli. Lo sbarco divenne un inutile scontro prolungatosi per otto mesi, in quanto gli ufficiali, gli unici che conoscevano i piani di battaglia e le operazioni da eseguire, morirono o rimasero feriti. Durante tutto il periodo la linea del fronte rimase pressoché la stessa della testa di ponte ottenuta il primo giorno, in un'area di circa 2 km2 dove combatterono circa 20 000 uomini.
Per ottenere il controllo dello Stretto inizialmente era stata pianificata un'operazione navale, ma dopo aver perso tre corazzate durante l'attacco del 18 marzo, si decise di organizzare un attacco anfibio. La forza di invasione venne aggregata, venne dato il comando al generale Sir Ian Hamilton e vennero organizzati due piani di sbarco sulla penisola. La 29ª Divisione britannica faceva parte dello sbarco principale, presso Capo Elles sulla punta della penisola, con l'obbiettivo di proseguire verso il Forte di Kilitbahir che controllava lo Stretto.
Non era però possibile far sbarcare tutte le forze in uno spazio così limitato come le spiagge scelte, così si pianificò uno sbarco secondario a cui presero parte il Corpo di spedizione australiano e quello neozelandese, a nord di Gaba Tepe sulla costa che si affaccia sull'Egeo. Tali forze dovevano coprire lo sbarco principale, e aiutare le truppe inglesi se necessario. Il Corpo australiano e neozelandese (ANZAC) venne formato in Egitto, prelevando alcune truppe in addestramento dirette in Francia sul Fronte occidentale.

## Geografia

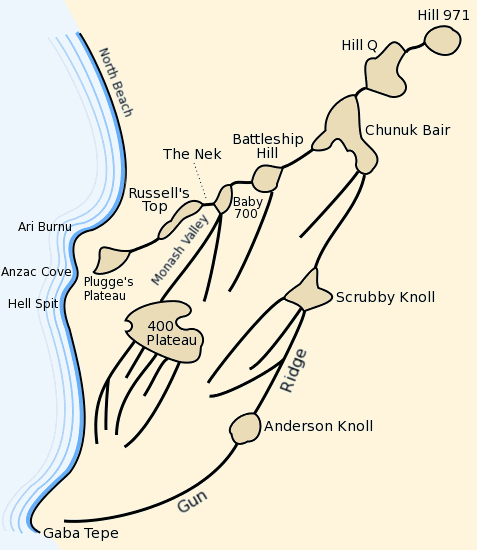
Mappa con i rilievi nella zona di sbarco dell'ANZAC

Il terreno subito oltre le zone di sbarco era irregolare e sottilmente boscoso, ricoperto di macchia mediterranea. La linea di cresta principale, il Kocaçimentepe Range (erroneamente chiamata Sari Bair Range dagli inglesi), correva lungo la lunghezza della penisola. C'era poco terreno pianeggiante, l'area era dominata da una serie di crinali e calanchi erosi o burroni. Il picco Hill 971 (Kocaçimentepe) era il punto più alto della penisola. L'Anzac Cove stesso è un tratto di spiaggia di circa un chilometro di larghezza, delimitato dai promontori di Ari Burnu, a nord, e Hell Spit, a sud.
I pianificatori inglesi individuarono tre linee di cresta come obiettivi per l'invasione. La cresta che inizia sopra all'Ari Burnu per giungere al Plateau Plugge's (chiamato così più tardi in onore del Colonnello A. Plugge del battaglione Auckland). La cresta continua attraverso un tratto pericolosamente stretto conosciuto come il "Bordo del rasoio" fino ad un altopiano chiamato Russell's Top. Un numero minore di speroni si proiettava dal Russell's Top verso la spiaggia; il più importante è stato uno straordinario sperone eroso che è stato inevitabilmente chiamato "Grande Sfinge di Giza" dai soldati che avevano fino ad allora soggiornato nei pressi delle piramidi di Giza. Vicini ad esso, a nord, vi era Walker's Ridge che ha fornito una strada diretta verso l'alto dalla spiaggia. Russell's Top era collegato alla catena Baby 700 tramite una sella stretta conosciuto come "Nek". La catena Baby 700 prende il nome da una collina vicina, la Big 700.

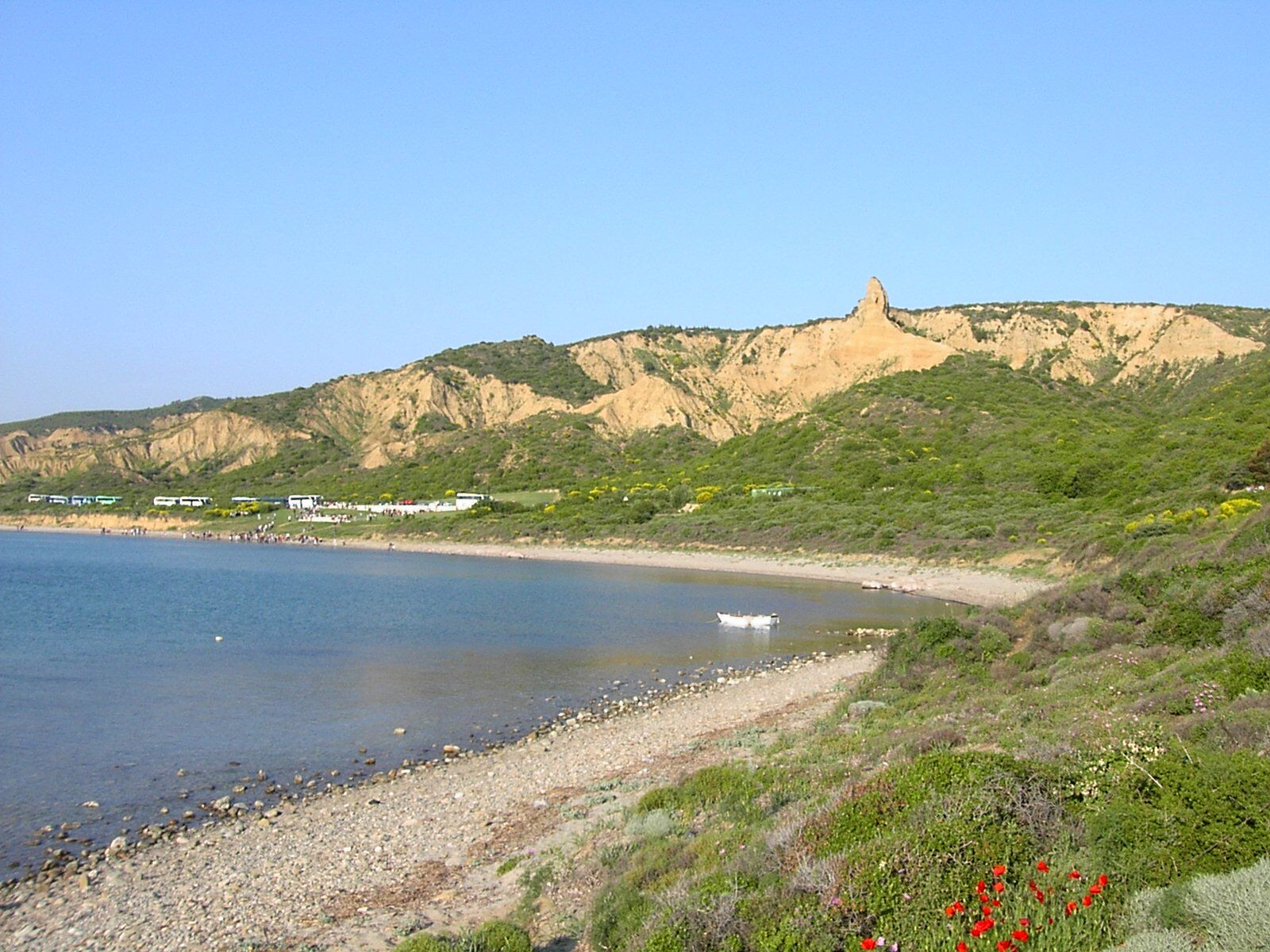
La spiaggia nord e la sfinge viste dall'Ari Burnu nel 2007

Anche la seconda cresta era collegata alla catena principale di Baby 700. Tra la prima e la seconda cresta vi era la "Monash Valley" dal nome del generale John Monash. Sul secondo crinale vi era una delle più grandi regioni di terreno pianeggiante conosciuta come "400 Plateau". Essa era un'ampia area relativamente pianeggiante, fittamente ricoperti di macchia mediterranea ma in gran parte priva di alberi. Il "lobo" nord della pianura divenne noto come "Jolly Johnston, dal colonnello Johnston, comandante dell'artiglieria della divisione, che ha posizionò le armi in quel punto con le quali colpire i turchi sulla pianura. Il "lobo" sud era stato caratterizzato da un solitario pino turco, inizialmente chiamato "Lonesome Pine", da una canzone famosa del tempo, ma poi ridotto a "Lone Pine". Da questo altopiano, una serie di creste minori si proiettavano verso nord, sulla spiaggia di Gaba Tepe. La cresta verso il mare era il Bolton's Ridge, la parte della cresta verso l'entroterra era il Pine Ridge.
La terza cresta, nota agli australiani come "Gun Ridge" ed ai Turchi comeTopçuluk Sirt (Cresta dell'artiglieria), a causa delle postazioni d'artiglieria che si trovavano sulla cresta stessa. Essa si estendeva da Gaba Tepe al campo principale, a Chunuk Bair, al di sopra Battleship Hill (Collina Corazzata). Tra la seconda e la terza cresta vi era infine la Legge Valley.

## Ordine di battaglia

### Intesa
1ª Divisione australiana:
- 1ª Brigata
- 2ª Brigata
- 3ª Brigata

Divisione Australiana e Neozelandese:
- 4ª Brigata
- Brigata di Fanteria Neozelandese

### Impero ottomano
- 9ª Divisione
- 19ª Divisione (riserva)

## Piani di sbarco

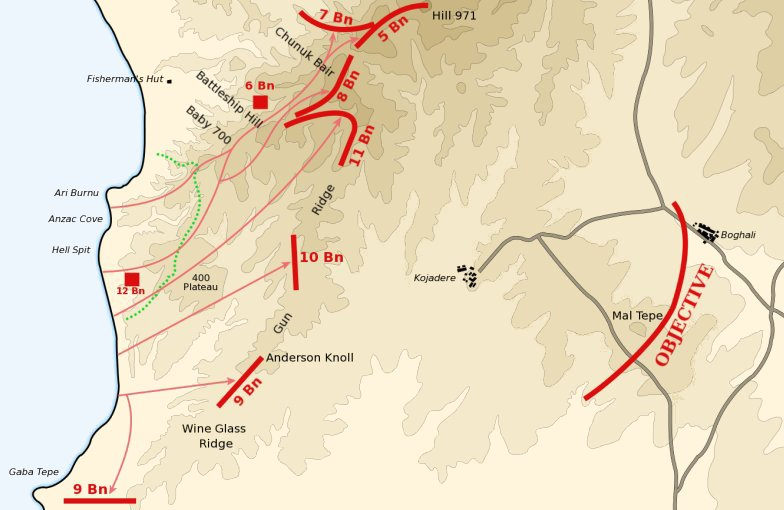
Piano di sbarco all'Anzac

L'area di sbarco era ampia circa 6 km, da circa 1,6 km a nord di Gaba Tebe fino ad un punto non definito vicino al Fisherman's Hut, a nord. Questa ampia striscia di terra fu designata come "Z Beach". Al fine di mantenere l'effetto sorpresa, lo sbarco doveva avvenire con la sola luce della luna, circa un'ora prima dell'alba.
Lo sbarco doveva cominciare con una prima ondata, il cui compito era di catturare e rendere sicuro la zona dello sbarco. Per questo compito venne scelta la 3ª Brigata australiana. Dopo di essa sarebbe seguita la 2ª Brigata, il cui obiettivo era di conquistare la "Hill 971", a nord, e proteggere il fianco sinistro dello sbarco. La 1ª Brigata e la Divisione Australiana e Neozelandese avrebbero dovuto catturare Mal Tepe, solamente però se lo sbarco avesse avuto successo.
La prima ondata sarebbe giunta sulla spiaggia partendo dalle tre corazzate, mentre le altre ondate sarebbero partite da sette cacciatorpediniere.

## Gli sbarchi

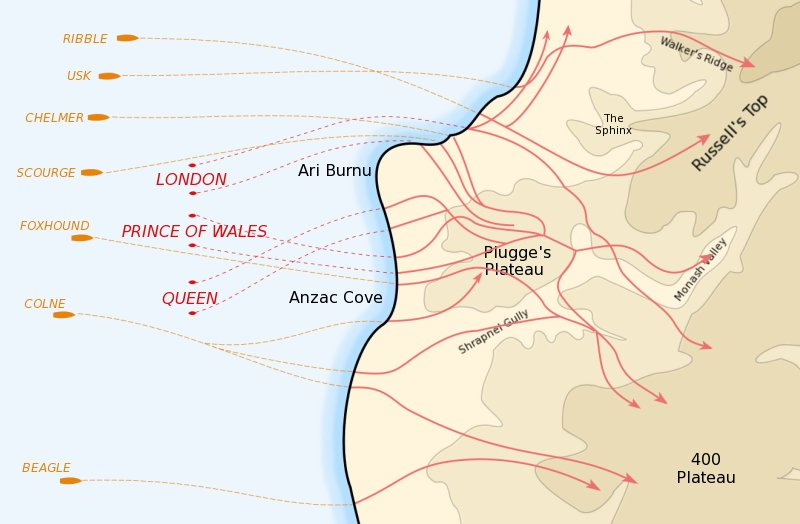
Mappa dei vari luoghi di sbarco

Non appena le navi dell'Intesa giunsero sul luogo dello sbarco, alle ore 02:00, vennero avvistati da diversi osservatori turchi che riferirono le informazioni al Quartier Generale di Maidos. Venne così ordinato al 2º battaglione del 27º reggimento turco di rimanere in allerta, per respingere ogni eventuale sbarco nemico sulle spiagge.

### Prima ondata
Le prime truppe a sbarcare furono due compagnie del 9º, due del 10º e due dell'11º battaglione della 3ª Brigata. Le sei compagnie erano imbarcate su tre corazzate classe Formidable: la HMS Queen Elizabeth, la HMS London e la HMS Prince of Wales.
La luna spuntò in cielo alle 03:00 e le corazzate rilasciarono le scialuppe da trasporto delle truppe alle ore 03:30. Durante gli sbarchi vi furono diversi errori di manovra: la nave da trasporto più a sud proseguì nella giusta direzione, ma il comandante del mezzo si accorse che la nave più prossima alla sua stava procedendo più a nord, lasciando isolata la sua, e così decise di virare anche lui più a nord. In questo modo tutte le scialuppe si adeguarono al loro movimento, e lo sbarco effettivo avvenne più a nord di quanto programmato.
Per questa ragione, la prima nave, che doveva sbarcare tra Hell Spit e Gaba Tebe, finì su Ari Burnu, 2 km e mezzo più a nord del loro obiettivo reale. L'area di Ari Burnu era difesa da una singola compagnia del 2º battaglione del 27 reggimento della 9ª Divisione turca. Gli australiani cominciarono a scendere sulle spiagge alle ore 04:30. Il primo uomo a sbarcare fu il caporale Joseph Stratford, del 9º battaglione, che morì subito dopo.
Le prime truppe sbarcate incontrarono sporadici colpi di fucile e fuoco di mitragliatrice, ma vi furono poche vittime. L'11º battaglione, che sbarcò a nord di Ari Burnu, fu l'unità a subire più vittime durante i primi scontri. L'errato posizionamento dello sbarco gettò gli uomini nella più completa confusione. Gli ufficiali non conoscevano la loro posizione e la posizione delle loro unità; la geografia del luogo era irriconoscibile, e nessun obiettivo poté essere riconosciuto.
Molti uomini del 9º e del 10º battaglione cominciarono a scalare la prima collina che si parava loro dinanzi, e che sfortunatamente scoprirono essere il confine del Plugge's Plateau, un vicolo cieco.

### Seconda ondata
La seconda ondata, comprendente la seconda parte del 9º, del 10º, dell'11º e tutto il 12º battaglione, sbarcò alle 04:00 dai sette cacciatorpediniere britannici Chelmer, Colne, Ribble, Usk, Foxhound, Scourge e Beagle. Le unità della seconda ondata sbarcarono secondo l'ordine e nei luoghi prestabiliti, senza confondersi come era accaduto alla prima ondata. Svanito l'effetto sorpresa, la seconda ondata fu costantemente sotto il fuoco nemico.
|  |
|  |

Le unità che sbarcarono a sud della prima ondata, presso Ari Burnu, dovettero affrontare il terreno regolare del Plugge's Plateau, così, nonostante fossero sbarcate 20 minuti dopo la prima ondata, ottennero progressi più velocemente, avvicinandosi velocemente alla seconda cresta. Le unità della seconda ondata che sbarcarono a nord di Ari Burnu incontrarono il pesante fuoco nemico, sulle spiagge ma anche mentre viaggiavano sulle scialuppe.
A nord, alcune unità evitarono il collo di bottiglia sul Plugge's Plateau e raggiunsero la prima cresta del Russell's Top. Un'unità, sotto il comando del capitano Tulloch dell'11º battaglione, proseguì lungo la spiaggia più a nord e salì sul Walker's Ridge. Lì, l'unità incontrò altri elementi del 12º battaglione, uno del capitano Lalor che aveva scalato le pareti rocciose tra il Plugge's Plateau e la Sfinge.
Il rimanente della 1ª Divisione australiana, la 1ª e la 2ª Brigata, cominciarono a sbarcare dalle scialuppe tra le ore 05:30 e le ore 07:30. Le scialuppe che giunsero più a nord, di fronte al Fisherman's Hut, trasportarono 140 uomini del 7º battaglione. Essi furono investiti dai colpi di fucile turchi e meno di 40 uomini giunsero sulla spiaggia. Per tutta la notte e il giorno seguente vennero effettuati numerosi tentativi di recuperare i feriti dalle scialuppe esposte al fuoco nemico.

### La reazione turca
Alle ore 06:00, le notizie sugli sbarchi raggiunse il comandante tedesco della 5ª Armata, il generale Liman von Sanders. Egli credeva che lo sbarco a Gaba Tepe (Anzac Cove) facesse parte di un depistaggio per nascondere il vero luogo degli sbarchi che egli credeva fosse presso Bulair, dove la penisola di Gallipoli si unisce all'entroterra turco. Le manovre della Marina britannica nel Golfo di Saros, di fronte a Bulair, confermavano tale convinzione del generale. von Sanders trattenne a Bulair la 5ª e la 7ª Divisione, lasciando la 9º e la 19º ad occuparsi degli sbarchi ad Anzac e a Capo Elles. Il comandante della 9ª Divisione decise a questo punto di inviare il 1º ed il 3º battaglione del 27º reggimento a supportare il 2º. Mustafa Kemal, comandante della 19ª Divisione turca in riserva a pochi chilometri dagli sbarchi ricevette l'ordine di inviare un singolo battaglione sulle spiagge.
Quando a Mustafa Kemal giunsero dei rapporti che affermavano che gli australiani stavano raggiungendo il picco di Chunuk Bair e la Hill 971, comprese che gli sbarchi non erano un depistaggio e prese così una decisione che probabilmente condannò gli sbarchi all'Anzac al fallimento. Decise che avrebbe guidato personalmente l'intero 57º reggimento al contrattacco, posizionando il suo Quartier Generale sulla terza cresta, sullo Scrubby Knoll (in lingua turco-ottomana Kemal Tepe, la Collina di Kemal). Prima di consegnare le sue direttive al 57º reggimento Mustafa Kemal diede il suo famoso ordine:
(Mustafa Kemal)
I rimanenti reggimenti della 19ª Divisione, il 72º e il 77º, si unirono alla battaglia alla sera. Solo due reggimenti, il 25º e il 26º, furono disponibili per contrastare gli sbarchi britannici a Capo Elles.

## Baby 700

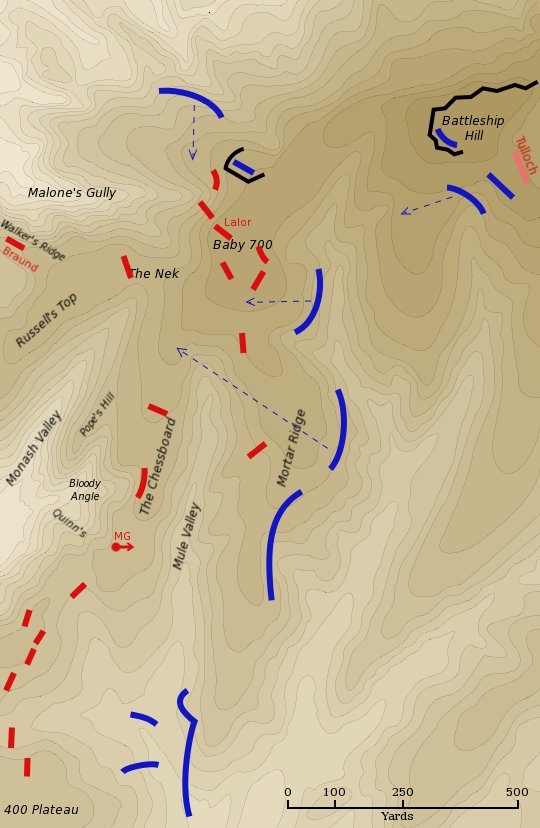
Il contrattacco turco al Baby 700

Il mattino seguente, il fianco sinistro degli sbarchi concentrò la sua attenzione sul Baby 700, che aveva una grande importanza dato che era il collegamento tra due creste e l'accesso diretto dalle spiagge al primo importante picco della cresta principale, a Chunuk Bair. Esso aveva inoltre una buona visuale sulla Monash Valley (Valle Monash) che divenne in seguito la base del fianco sinistro sull'Anzac.
Il capitano Tulloch guidò le sue forze di circa 60 uomini dal Russel's Tio fino al Nek e si diresse verso la sottile linea difensiva turca, aggirando il Baby 700. La piccola unità di Tulloch riuscì ad avanzare fino alla cresta del Battleship Hill dove vennero fermati dal nemico e furono costretti a ritirarsi sul Baby 700.
I rinforzi turchi cominciarono ad arrivare. Il 1º battaglione del 57º reggimento attaccò lungo la Mortar Ridge, dinanzi al Baby 700. Il 2º battaglione aveva aggirato il Battleship Hill e avanzava verso il Baby 700, dal lato della spiaggia.
Alle ore 08:30, il capitano Lalor, non vedendo progressi significati di Tulloch, decise di attraversare il Nek fino al Baby 700, dove cominciò a preparare le difese. Gli australiani presero posizione sul lato opposto del vertice e sullo sperone che scendeva verso la spiaggia, ma sono stati più volte costretti a ritirarsi al riparo del lato accanto. Vi furono cinque tentativi per tentare di passare, dalle 07:30 alle 15:00.
Poco dopo gli sbarchi, il comandante della 3ª brigata, il colonnello Sinclair-MacLagan, diresse le sue forze verso il Plugge's Plateau per avanzare sul Monash Valley. Alle prime compagnie venne ordinato di creare postazioni difensive sulla seconda cresta, lungo il crinale est della valle che era tagliato da ripide gole erose dal tempo. Queste fortini in seguito sarebbero stati conosciuti come i Forti Courtney's, Steele's e Quinn's. Altre forze dal Plugge's Plateau furono inviati attraverso il Monash Valley in direzione del Baby 700, ma furono richiamate indietro, come rinforzi, non appena infuriarono gli scontri sui fortini. In seguito, poche truppe arrivarono in supporto al Russell's Top quando gli australiani tentarono di catturare e tenere il Baby 700. Circa alle ore 10:00 MacLagan ottenne i rinforzi dai nuovi arrivati della 1ª brigata. Una compagnia dal 1º battaglione e due dal 2º. Il battaglione Auckland e il Canterbury della Brigata di Fanteria Neozelandese, sotto il comando temporaneo del brigadiere generale H.B. Walker, e un nuovo gruppo di ufficiali si aggiunsero agli uomini diretti sul Baby 700.
Il continuo giungere di rinforzi turchi, impediva agli australiani di tenere le posizioni sul Baby 700. Essi infatti non avevano abbastanza mitragliatrici e mancavano dell'appoggio dell'artiglieria, a cui era stato ordinato di rientrare alle navi. Circa alle ore 16:00, il 57º reggimento, ora in supporto al 3º battaglione, iniziò un contrattacco sul Baby 700. Con l'aiuto del fuoco d'artiglieria, aprirono un varco sulle linee australiane, costringendo il nemico ad abbandonare la collina. Gli australiani sopravvissuti si ritirarono sul Nek o sul Malone's Gully (la parte del Nek che si affaccia sul mare) e sul Monash Valley (la parte del Nek verso l'interno della penisola). Alcuni si persero nella valle, vicino alla seconda cresta, (Mule Valley) e furono catturati o uccisi.
Una parte, sotto il comando del colonnello Braund del 2º battaglione australiano, continuava a tenere la linea vicino alla cima del Walker's Ridge e il Russel's Top venne faticosamente tenuto. Durante la notte del 25 aprile, una piccola forza del 3º battaglione del 57º reggimento turco si infiltrò tra le linee del Nek e avanzò lungo la cima dividendo in due la linea australiana. La ritirata turca prima dell'alba, fu probabilmente incoraggiata da un bombardamento navale.

## 400 Plateau

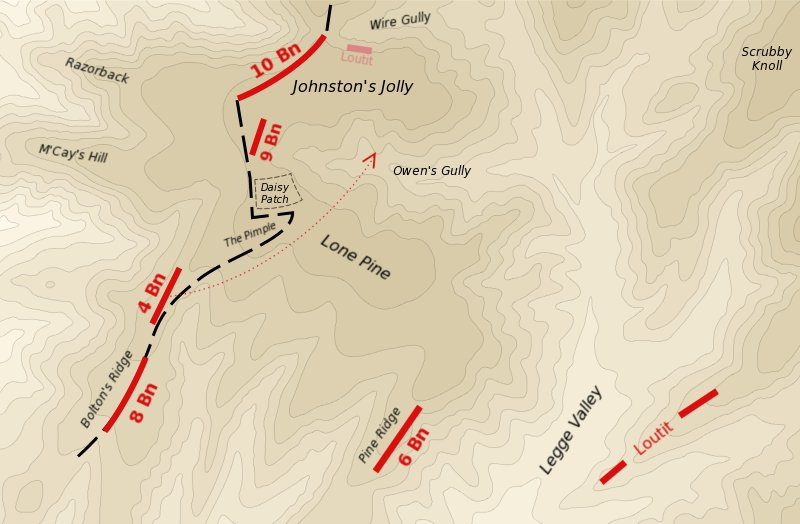
La 1ª Divisione sul 400 Plateau

Nonostante il disordine nel momento dello sbarco, gli uomini della prima ondata tentarono di raggiungere i loro obiettivi, così alcuni gruppi si diressero verso la terza cresta, attraversando il 400 Plateau. Comunque sia, l'unico gruppo a raggiungere la cresta faceva parte della seconda ondata. Due ricognitori del 10º battaglione compirono l'esplorazione più profonda, raggiungendo lo Scrubby Knoll, sulla terza cresta, dopodiché, il tenente Loutit guidò 30 uomini fino ad uno sperone dello Scrubby Knoll stesso, vicino alla terza cresta. Come accadde a Tulloch sul Battleship Hill, questi uomini posero lo sguardo sul Narrows, 5 km oltre, ma furono costretti a ritirarsi, respinti dai turchi, fermandosi alla seconda cresta alle ore 09:30. Essi furono inseguiti attraverso la valle dalle truppe turche del 3º battaglione del 27º reggimento, il aveva dato il via ad un contrattacco lunga la seconda cresta e il Plateau.
Durante questa fase il colonnello MacLagan decise di cambiare i piani e tenere le posizioni sulla seconda cresta. Il 9º e il 10º battaglione cominciarono a scavare trincee sul Plateau, ma non tutti gli uomini ricevettero i suoi ordini e alcuni gruppi continuarono a perseverare nel seguire i loro obiettivi, rimanendo uccisi. Quando le truppe della 2ª brigata cominciarono ad arrivare, il colonnello prese la fatale decisione di avanzare con il 9º battaglione, creando una linea di fuoco nel mezzo del Plateau. L'avanzata australiana fu interrotta dal fuoco turco. McLagan cercò di annullare l'ordine ma il battaglione nel frattempo si disperse. McLagan convinse il colonnello McCay, della 2ª brigata, ad inviare anche il suo battaglione in mezzo al Plateau.
I combattimenti sul 400 Plateau furono confusi. L'erba fitta permetteva agli uomini, sdraiati sul ventre, di restare invisibili al nemico, ma anche alle unità adiacenti. Quando gli uomini si alzavano per muoversi, divenivano bersagli facili per i soldati e l'artiglieria turchi, appostati nelle colline circostanti. In mancanza di un'organizzazione coerente, piccoli gruppi avanzarono. Alcuni seguendo gli ordini originali di conquistare la terza cresta, altri seguendo l'ordine di rinforzare la linea di fuoco sul Plateau. Entrambi i casi si risolsero in un massacro.
Alle 13:00 alcuni riuscirono ad assemblare una sottospecie di linea del fronte sul 400 Plateau, anche se stretta e discontinua. Alla 2ª e 3ª brigata si aggiunsero i battaglioni della 1º. Alle ore 14:45, minacciati da un contrattacco turco, il generale Bridges, comandante della 1ª Divisione, ordinò al battaglione in riserva, il 4º, di aggiungersi alle unità sul Plateau.
A sud di Lone Pine, l'8º battaglione stabilì una sicura linea sul Bolton's Ridge che rese sicuro il fianco sud degli sbarchi. Il maggiore H.G. Bennett, guidò 300 uomini del 6º battaglione attraverso il Bolton's Ridge fino al Pine Ridge, che si estende a sud dal Lone Pine e si affaccia alla terza cresta attraverso la Legge Valley. Bennett fu ferito al polso e fu costretto a ritirarsi. Quando il 27º reggimento turco contrattacco, circa alle 17:00, le forze di Bennett erano assestate sul Pine Ridge e furono circondate e annientate.
I turchi non fecero prigionieri.

## Consolidamento degli sbarchi
Valutata la situazione la prima sera, le truppe avrebbero preferito abbandonare la spiaggia e reimbarcarsi sulle navi. Ciò era in parte provocato da un'errata credenza, dovuta a dei rapporti troppo ottimistici che affermavano che lo sbarco a Capo Elles era stato un successo. La principale preoccupazione degli australiani era di non poter resistere al contrattacco turco, che tutti si sarebbero attesi il giorno seguente. Nonostante il malumore dei soldati, il generale Hamilton si rifiutò di evacuare le spiagge. In ogni caso, ritirarsi prima dell'alba del 26 aprile sarebbe stato impossibile dato che le scialuppe erano o sparse o danneggiate, e quelle in servizio erano impegnate a portare via i feriti sdraiati sulla spiaggia.
Verso mezzanotte, gli uomini della Divisione australiana ricevettero un brusco messaggio dal comandante Birdwood:
(William Birdwood)
All'alba del 26 aprile non vi furono attacchi da parte de turchi. La 9ª e la 19ª Divisione erano anch'esse stremate come gli australiani e i neozelandesi, oltre ad aver subito pesanti perdite. Le uniche divisioni fresche con cui era possibile eseguire un attacco, la 5º e la 7º, erano rimaste a Bulair per tutto il giorno degli sbarchi.
Il 26 aprile vi furono comunque delle perdite per gli australiani. In un tragico fiasco il 4º battaglione, l'unico battaglione della 1ª Divisione che era sopravvissuto agli sbarchi relativamente integro, cominciò un'avanzata generale, marciando verso nord attraverso il 400 Plateau, lungo la terra di nessuno. Esso fu fatto a pezzi sul Lone Pine. Alcuni uomini però riuscirono a raggiungere il Johnston's Jolly dove trovarono rifugio. La vera ragione di tale disastro non fu mai determinata ma sembra che il 4º battaglione aveva effettuato una manovra sulla sua sinistra, dopo che il generale Bridges istruì le truppe sull'ottenere il Lone Pine per raddrizzare la loro linea.
Il 27 aprile, Mustafa Kemal ottenne le truppe di cui aveva bisogno per lanciare il suo contrattacco generale con l'intenzione di ricacciare gli australiani in mare. L'attacco venne effettuato lungo tutto il fronte, dal Baby 700 a nord, lungo la seconda cresta, attraverso il 400 Plateau e giù dal Bolton's Ridge fino alla spiaggia. La situazione critica all'Elles teneva occupate le riserve turche. Mustafa Kemal ottenne comunque il 33º e il 64º mentre il suo 72º reggimento era ancora largamente intatto. I turchi contrattaccarono con cinque reggimenti, tenendo il 33º in riserva. I movimenti dei battaglioni non furono coordinati per via degli scarsi mezzi di comunicazione.
Alle 14:30, il 57º reggimento attaccò in cinque ondate, avanzando giù dal Battleship Hill. L'attacco fu interrotto da sei colpi dei cannoni da 38 mm della HMS Queen Elizabeth. I turchi attaccarono inoltre sul Nek, ma l'attacco venne bloccato verso le 22:00. Il 3º battaglione del 72º reggimento turco tentò di attaccare lungo il Chessboard contro la Pope's Hill (Collina del Papa) ma finirono in mezzo al fuoco di un avamposto australiano vicino al Qunn's. I turchi riuscirono ad avvicinarsi ma non a rompere la linea australiana lungo la seconda cresta. Alle 23:00 una numerosa unità turca avanzò attraverso il Lone Pine verso la linea australiana ma dovette fermarsi verso mezzanotte. Nella notte un attacco turco colpì il Bolton's Ridge ma, aiutati dal fuoco dell'artiglieria da campo, gli attaccanti furono fermati, anche se a poco più di venti metri dalle trincee australiane. Per ora, le spiagge erano salve.

## Stallo

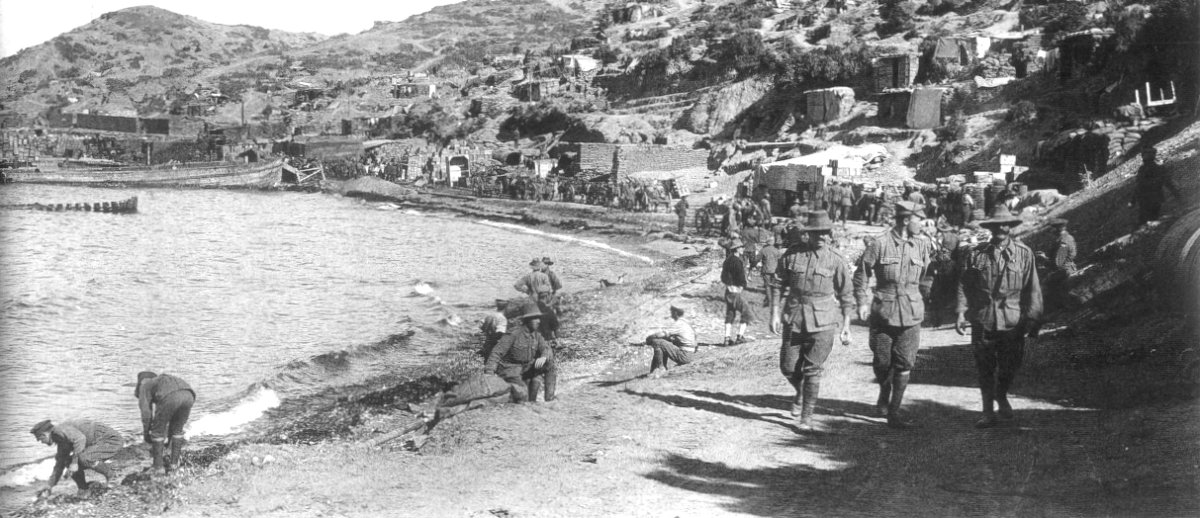
La spiaggia degli sbarchi. Deposito dei rifornimenti, quartier generale e ospedale

Il 28 aprile giunse come rinforzo il 4º battaglione dei Royal Marines: i battaglioni Chathan, Portsmouth e Deal della Royal Marine Brigade e il battaglione Nelson della 1º Royal Naval Brigade. Essi furono inviati sulla seconda cresta e sul 400 Plateau per rimpiazzare la 1ª e la 3ª Brigata australiana che erano sotto una forte pressione nemica sin dall'inizio degli sbarchi. Gli australiani poterono così riorganizzarsi sulle spiagge.

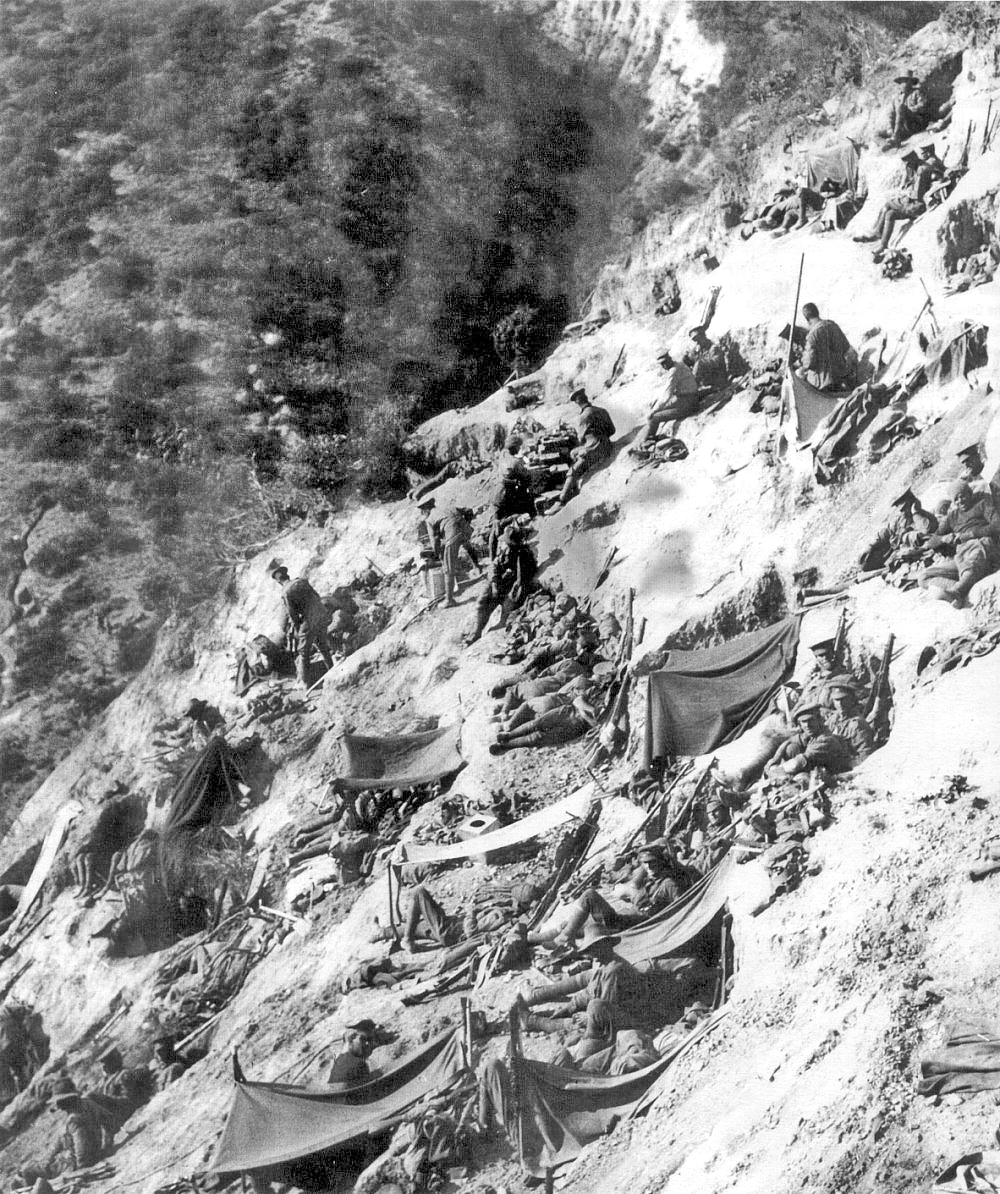
Le canoe del 1º battaglione a Steele's Post, 3 maggio 1915

Nel frattempo Mustafa Kemal pianificò un terzo contrattacco, dopo aver ricevuto cinque nuovi battaglioni. Avendo fallito i primi due tentativi, anche i turchi erano ora trincerati di fronte al nemico. Inizialmente i primi movimenti furono effettuati il 30 aprile, ma l'attacco principale venne lanciato il 1º maggio. I Marines britannici soffrirono sotto l'attacco turco ma, come i precedenti, anch'esso fu completamente respinto. Dopo l'ennesimo attacco fallito, Mustafa Kemal comprese di non avere le risorse necessarie per scacciare gli invasori.
Un vuoto era rimasto nel perimetro dell'Intesa, in cima alla Monash Valley, tra i neozelandesi sulla sinistra, lungo il Walker's Ridge e Russell's Top, e la 4ª brigata australiana sul Posts, lungo la seconda cresta (Quinn's, Courtney's and Steele's). I turchi tenevano il Chessboard, il Nek e un appiglio sul Russell's Top. Da lì potevano sparare oltre il Quinn's e le altre cime. Pertanto fu programmato un attacco per estendere le linee australiane, comprendendo in esse il Baby 700. Dopo il crepuscolo del 2 maggio, il 16º e il 13º battaglione della 4ª brigata scalarono il Bloody Angle, vicino al Quinn's, e tentando di stabilire una linea lungo il Chessboard e il Baby 700. Gli australiani riuscirono solo a formare una serie di trincee disgiunte lungo i piedi del Chessboard. Il battaglione Otago della Brigata di Fanteria Neozelandese venne incaricato di conquistare la cima del Baby 700 ma il battaglione raggiunse troppo tardi la linea del fronte e, per allora, le difese turche furono pronte.
Solo nei pressi del Quinn's furono raggiunti gli obiettivi prefissati. Altrove le posizioni conquistate furono inservibili, essendo trascurate ed esposte, ed offrendo nessun tipo di vantaggio agli australiani. All'alba del 3 maggio, la maggior parte delle truppe si ritirò. Alcune unità del 13º battaglione tennero le posizioni per tutto il giorno, ritirandosi la notte seguente. La situazione dell'attacco si aggravò quando ai battaglioni Nelson e Portsmouth dei Marines britannici venne ordinato di avanzare in supporto dopo l'alba del 3 maggio, quando l'attacco era chiaramente fallito. In una manovra che diede al Dead Man's Ridge il suo nome (Cresta dell'Uomo Morto), i Marines del battaglione Portsmouth furono guidati all'attacco lungo un pendio, in piena visuale delle mitragliatrici turche.
I britannici ebbero nell'attacco circa mille perdite e solo uno di loro fu preso prigioniero. Il 16º battaglione perse 338 uomini, più della metà delle sue forze. I neozelandesi persero almeno 324 uomini.

## Conseguenze
| Vittime 1ª Divisione australiana |       |        |          |        |
| Unità                            | Morti | Feriti | Dispersi | Totale |
| 1ª Brigata                       |       |        |          |        |
| QG                               | 2     |        |          | 2      |
| 1º Batt.                         | 39    | 214    | 175      | 428    |
| 2º Batt.                         | 44    | 251    | 155      | 450    |
| 3º Batt.                         | 40    | 194    | 81       | 315    |
| 4º Batt.                         | 28    | 95     | 67       | 190    |
| Totale 1º Brig.                  | 153   | 754    | 478      | 1,385  |
| 2ª Brigata                       |       |        |          |        |
| 5º Batt.                         | 30    | 259    | 221      | 510    |
| 6º Batt.                         | 34    | 165    | 212      | 411    |
| 7º Batt.                         | 70    | 244    | 227      | 541    |
| 8º Batt.                         | 24    | 144    | 51       | 219    |
| Totale 2º Brig.                  | 158   | 812    | 711      | 1,681  |
| 3ª Brigata                       |       |        |          |        |
| QG                               |       | 1      |          | 1      |
| 9º Batt.                         | 32    | 240    | 243      | 515    |
| 10º Batt.                        | 50    | 232    | 184      | 466    |
| 11º Batt.                        | 34    | 190    | 154      | 378    |
| 12º Batt.                        | 73    | 239    | 193      | 505    |
| Totale 3º Brig.                  | 189   | 902    | 774      | 1,865  |
| Totale                           | 500   | 2468   | 1963     | 4931   |

Il campo di battaglia raggiunse ben presto uno stallo. Per il generale Hamilton, il fronte all'Elles era fondamentale dove nei mesi successivi si avrebbe assistito a una serie di scontri sanguinosi, dato che inglesi e francesi si avvicinarono ai loro obiettivi di Krithia e del colle di Achi Baba. La maggior parte dei rinforzi furono diretti laggiù, e all'Anzac giunsero solo la cavalleria leggera appiedata australiana e i reggimenti di cavalleria neozelandese.
L'Anzac venne mantenuto come una spina nel fianco per le comunicazioni e i rinforzi turchi. Quando gli inglesi cessarono le operazioni offensive all'Elles, l'Anzac divenne la base per una nuova offensiva in agosto, la quale divenne la battaglia di Sari Bair. Le brigate australiane riorganizzate della 1ª Divisione, in seguito all'arrivo dei Marines, permise un censimento dei battaglioni. Nel periodo dal 25 al 30 aprile, le vittime per ogni brigata sono indicate nella tabella.
Solo un soldato della 1ª Divisione fu fatto prigioniero in quel periodo. Alcuni dei dispersi furono identificati tra i feriti già evacuati. La maggior parte dei dispersi era morta. La Divisione Australiana e Neozelandese subì duemila perdite durante lo sbarco e la fase di consolidamento. Al 3 maggio le vittime furono circa 8 500, inclusi seicento Marines. Di questi, circa 2 300 furono uccisi in azione o feriti e, in seguito, deceduti.
La penisola venne evacuata nel dicembre 1915: nonostante il coraggio degli uomini dell'Anzac, gli inglesi e i francesi fallirono nei loro obiettivi, avendo gravemente sottovalutato il nemico. Probabilmente, all'epoca, la più grande sconfitta dell'Impero britannico, fu sminuita dalla propaganda inglese e l'orrore del fronte occidentale oscurò la tragica sconfitta di Gallipoli.